# Bilthoven Biologicals
Bilthoven Biologicals (BBio) is een in de Nederlandse plaats Bilthoven gevestigde producent van vaccins. Het bedrijf is in 2011 opgericht door de Nederlandse overheid als afsplitsing van de vaccinproductie van het voormalige Nederlands Vaccin Instituut, een agentschap voortgekomen uit het RIVM. Het bedrijf is gevestigd op het Utrecht Science Park/Bilthoven en op 12 juni 2012 verkocht aan het Serum Institute of India van de Poonawalla Group.
Bilthoven Biologicals produceert het polio-, DTP- en BCG-vaccin. Bilthoven Biologicals levert poliovaccins aan Wereldgezondheidsorganisatie. Er werken 400 medewerkers.